# Ilona Csáková
Ilona Csáková (* 1. října 1970 Cheb) je česká zpěvačka.

## Osobní život
Vystudovala Střední pedagogickou školu v Mostě. Je vdaná a má dvě děti. Ve druhé polovině roku 2009 porodila syna Daniela. V srpnu 2011 se jejím manželem stal Radek Voneš, otec jejich syna Daniela. 12. září 2012 se jim narodil druhý syn Dominik.

## Hudební kariéra
Už od dětství se chtěla stát zpěvačkou. Začala vystupovat s dětským sborem Motýlci, učila se hrát na kytaru. Ve školním orchestru v Klášterci nad Ohří hrála i na bicí. V roce 1985 se zúčastnila své první pěvecké soutěže. Na okresním kole soutěže Mladá píseň v Litvínově s vlastní písní vybojovala první místo.
V roce 1987 se stala členkou kapely Laura a její tygři. V roce 1992 ze skupiny Laura a její tygři z vlastní vůle odešla. Ve stejném roce společně s kytaristou a skladatelem Martinem Kučajem vytvořila dvojici Rituál.
V roce 1993 vydala sólový debut Kosmopolis. Od roku 1994 pod značkou vydavatelství EMI vydala sedm dalších sólových desek a jedno „Best of“ album. Roku 1995 nahrála na soundtrack k filmu Filipa Renče Válka barev píseň „Tak pardón“. O rok později přijala nabídku stát se předskokankou na pražském koncertě Tiny Turnerové. V témže roce 1996 vstoupila do české verze muzikálu Hair (Vlasy) a v obnovené anketě popularity Český slavík získala druhé místo v kategorii zpěvaček (stejně tak i v následujících dvou letech, v roce 1999 pak skončila třetí.) Rok 1998 ji přinesl ocenění za nejprodávanější album zpěvačky v ČR.
V roce 1999 vydala album Blízká i vzdálená s megahitem Tornero. Album bylo oceněno zlatou deskou v ČR i SR. Zároveň vyšla autorská kniha Můj soukromý Řím.
V roce 2002 se vrhla na roli Kleopatry ve stejnojmenném muzikálu Michala Davida, vyšlo jí řadové album Kruhy mé touhy a opět začala spolupracovat s kapelou Laura a její tygři. Od roku 2005 se také věnuje swingu a blues, stále hostuje ve skupině Laura a její tygři.
V květnu 2008 se její diskografie po šesti letech rozrostla o nové eponymně nazvané řadové album. Jde o její první sólový počin od vydání výběru 22× Ilona Csáková (2004) rekapitulujícího její kariéru v letech 1993–2004. Novinkové album obsahuje coververzi písně Kočky Zuzany Navarové, s níž uspěla v pořadu Souboj hitů.
Pro novou dekádu (2010) připravila koncertní program Já a můj band, kdy zpívá s živou kapelou za zády své písně v nových aranžích. Program je složený z osvědčených hitů i písní z poslední řadové desky (Ilona Csáková – vydáno 2008). Své 40. narozeniny oslavila koncertem v odsvěceném pražském kostele sv. Michala.

## Porotkyně
V roce 2006 byla porotkyní 3. řady populární pěvecké soutěže Česko hledá SuperStar.

## Politická angažovanost
Ve volbách do Poslanecké sněmovny PČR v roce 2021 byla z pozice nestraníka lídryní strany Volný blok v Jihomoravském kraji. Strana však získala jen 1,33 % hlasů, a její kandidáti tak ve volbách neuspěli.
K otázce epidemie covidu-19 prohlásila: „Nenechám si v rámci plošného testování šťourat v hlavě špejlí, protože ti, co to nařizují, jedou podle scénáře B. Gatese a WHO, a zadruhé do mě ani do mých dětí nebude nikdo rvát žádnou vakcínu, která je ba naopak kontraproduktivní," a také že „Vakcíny na současnou pandemii svět nespasí. Spoustě lidem už došlo, o co tady kráčí. Je to byznys století.“

## Diskografie

### Laura a její tygři
- Žár trvá (1988)
- Nebudeme (1990)
- Síla v nás (1992)
- The best of Laura a její tygři (1994)
- Vyškrábu Ti oči (2004)
- …Jsme tady! (Best of) (2005)

### Rituál
- Rituál (1992)

### Sólová alba
- Kosmopolis (1993)
- Amsterdam (1995)
- Pink (1996)
- Modrý sen (1998)
- Blízká i vzdálená (1999)
- Tyrkys (2000)
- Kruhy mé touhy (2002)
- 22x Ilona – Best of (2004)
- Ilona Csáková (2008)
- Noc kouzelná / To nejlepší – Best of (2013)
- Pořád jsem to já (2018)
- Jemně půl (2020)

### DVD
- 22x Ilona – Best of (2004)

### Muzikály
- Hair/Vlasy (1996) – Sheila Franklin
- Kleopatra (2002) – Kleopatra
- Mistr Jan Hus (2005) – královna Žofie
- Golem (2006) – hostinská Rozina
- Tři mušketýři (2008) – královna Anna
- Kat Mydlář (2011) – Žofie Pešanová
- Sibyla – Královna ze Sáby (2016) – Latifa

### Ostatní
- Missariel (album Lucie Bílé) – duet „Láska je láska“ (1992)
- Válka barev (1995) – píseň „Tak pardón“
- Vánoční hvězdy (1996) – píseň „Vzpomínkám daň splácím“
- Gang Miroslava Saidla (1996) – píseň „Slíbíš svý modrý“
- Vánoční hvězdy 2 (1998) – píseň „Já zůstanu strážcem tvým“
- Souznění (1998) – píseň „Nechte zvony znít“
- Gypsy Dance (album skupiny Diabolské husle) – píseň „Dvadsaťdva“ (1998)
- Souhvězdí Gott (1999) – píseň „Oči sněhem zaváté“
- Show station (album Davide Mattioliho) (1999) – backvocals
- Královny popu v opeře (2000)
- Láska útočí (album skupiny Tublatanka) – duet „Perfektný svet“ (2002)
- Swing & Latin (album Roba Opatovského) – duet „Night and day“ (2006)
- 25 - Výběr největších hitů (album skupiny Kamelot) – duet s Romanem Horkým „Slib“ (2007)
- Jasná zpráva? Jedeme dál! (Galakoncert k 70. narozeninám textaře a básníka Pavla Vrby) – píseň „V stínu kapradiny“ (2008)
- Hvězdné duety (album Dalibora Jandy) – duet „Padá hvězda“ (2009)

## Monografie
- Můj soukromý Řím (1999)

## Profesní ocenění
- 1994 → Gramy – Objev roku (za rok 1993)
- 1996 → Český Slavík – 2. místo (kategorie zpěvačky)
- 1997 → Gramy – Střední proud (za rok 1996)
- 1997 → Český Slavík – 2. místo (kategorie zpěvačky)
- 1998 → Český Slavík – 2. místo (kategorie zpěvačky)
- 1999 → Český Slavík – 3. místo (kategorie zpěvačky)

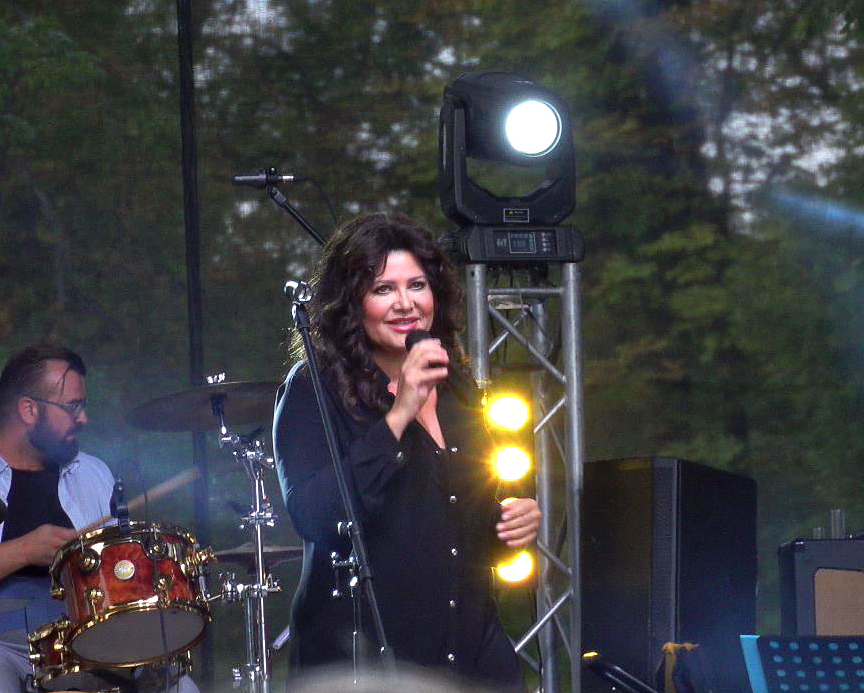
Ilona Csáková v Českém Těšíně 2019